# درماتیت لاکی
درماتیت لاکی (همچنین با عنوان "حساسیت به لاک" شناخته می‌شود) یک بیماری پوستی است که با درماتیت تماسی با لاک‌های مختلف مشخص می‌شود.

## همچنین ببینید
- درماتیت توکسودندرون
- لیست شرایط پوستی